# 浅見真州
浅見 真州（あさみ まさくに、本名:浅見真広、1941年（昭和16年）6月17日 - 2021年（令和3年）7月13日）は、能楽師、（シテ方観世流）である。重要無形文化財総合認定保持者で、日本国の日本芸術院賞、紫綬褒章及び旭日小綬章並びに仏国芸術文化勲章の受章者。

## 概説
1941年（昭和16年）、浅見真健の五男として東京都に生まれる。父および観世寿夫、八世観世銕之亟に師事。4歳の時に『雲雀山』の子方で初舞台、16歳の時に『敦盛』で初シテ。能の源流を探るとともに他分野と積極的に交流し、能楽界に新風を吹かせた師を見習うように、復曲・新作・実験的上演にも積極的に取り組み、復曲『重衡』、『鐘巻』（『道成寺』の原曲）、『常陸帯』、『綾鼓』ほかを上演。喜多流の友枝昭世師との復曲『舞車』は異流競演の先駆けとなった。興福寺中金堂再建に際し、15年間延べ30番の勧進能を奉納、日経能楽鑑賞会では、同じ曲を異流で演じ、喜多流の友枝昭世、金剛流の金剛永謹らとともに、流派による演出の違いを観客に伝えるなど能楽界に貢献した。銕仙会所属。代々木果迢会同人。浅見真州の会を主宰。観世寿夫記念法政大学能楽賞、芸術選奨文部科学大臣賞、日本芸術院賞などを受賞。紫綬褒章、旭日小綬章を受章。2018年には仏国芸術文化勲章シュヴァリエを受章。 法政大学文学部日本文学科卒業。重要無形文化財総合指定保持者。

## 主な舞台・略歴
- 能「檜垣」・「重衡」等
- 1982年（昭和57年）、日本能楽会会員
- 1987年（昭和62年）、能楽協会理事就任
- 2000年（平成12年）、第21回観世寿夫記念法政大学能楽賞受賞[5]
  - 10月15日、「独演五番能」
- 2003年（平成15年）、日本能楽会理事就任
- 2005年（平成17年）、第55回芸術選奨文部科学大臣賞受賞、紫綬褒章[5][6]受章
- 2011年（平成23年）、旭日小綬章受章[5][7]
- 2013年（平成25年）、日本芸術院賞受賞[5]
- 2019年（令和元年）、フランス芸術文化勲章シュバリエ受章[8]
- 2021年（令和3年）7月13日、病気のため自宅で死去[1]。行年80歳[1]。

## 脚註